# O Tostão da Viúva

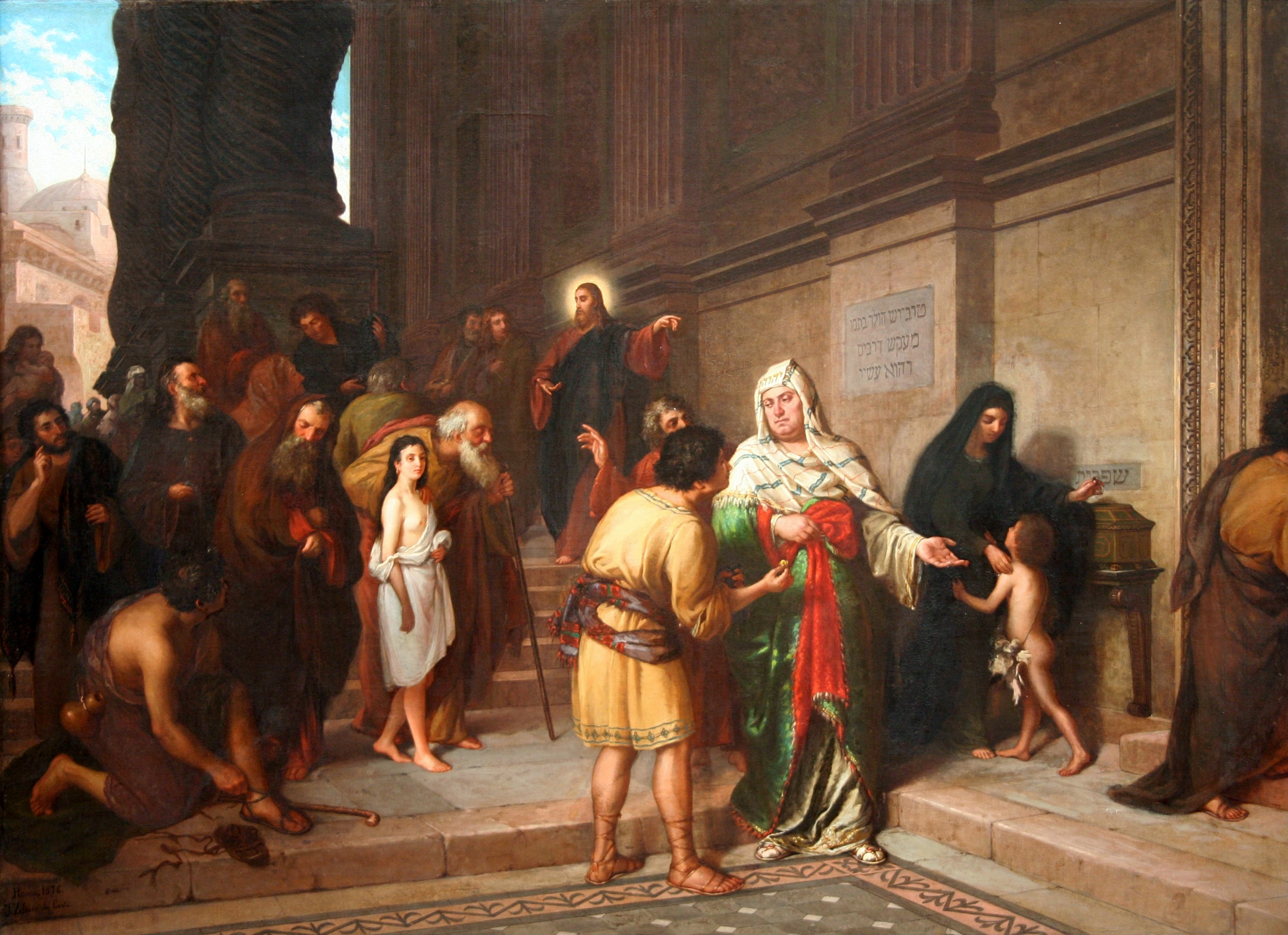
O óbolo da viúva.
1876. Por João Zeferino da Costa, atualmente no Museu Nacional de Belas Artes, no Rio de Janeiro.

O Tostão da Viúva é um discurso proferido por Jesus em dois dos evangelhos sinóticos (em Marcos 12:41–44 e Lucas 21:1–4) quando ele estava pregando no Templo de Jerusalém. O Evangelho de Marcos especifica que "duas pequenas moedas" (em grego, lepta, singular: lepton) - um óbolo, como aparece por vezes em português -  valem um "quadrantes", a moeda romana de menor valor, feita de bronze. Um lepton era a moeda menos valiosa que circulava na Palestina na época e valia aproximadamente seis minutos da remuneração diária média.
Na história, uma viúva doa duas lepta enquanto que os ricos doam muito mais. Jesus então explica aos discípulos que os pequenos sacrifícios dos pobres significam mais para Deus do que as extravagantes doações dos ricos.

## Interpretação

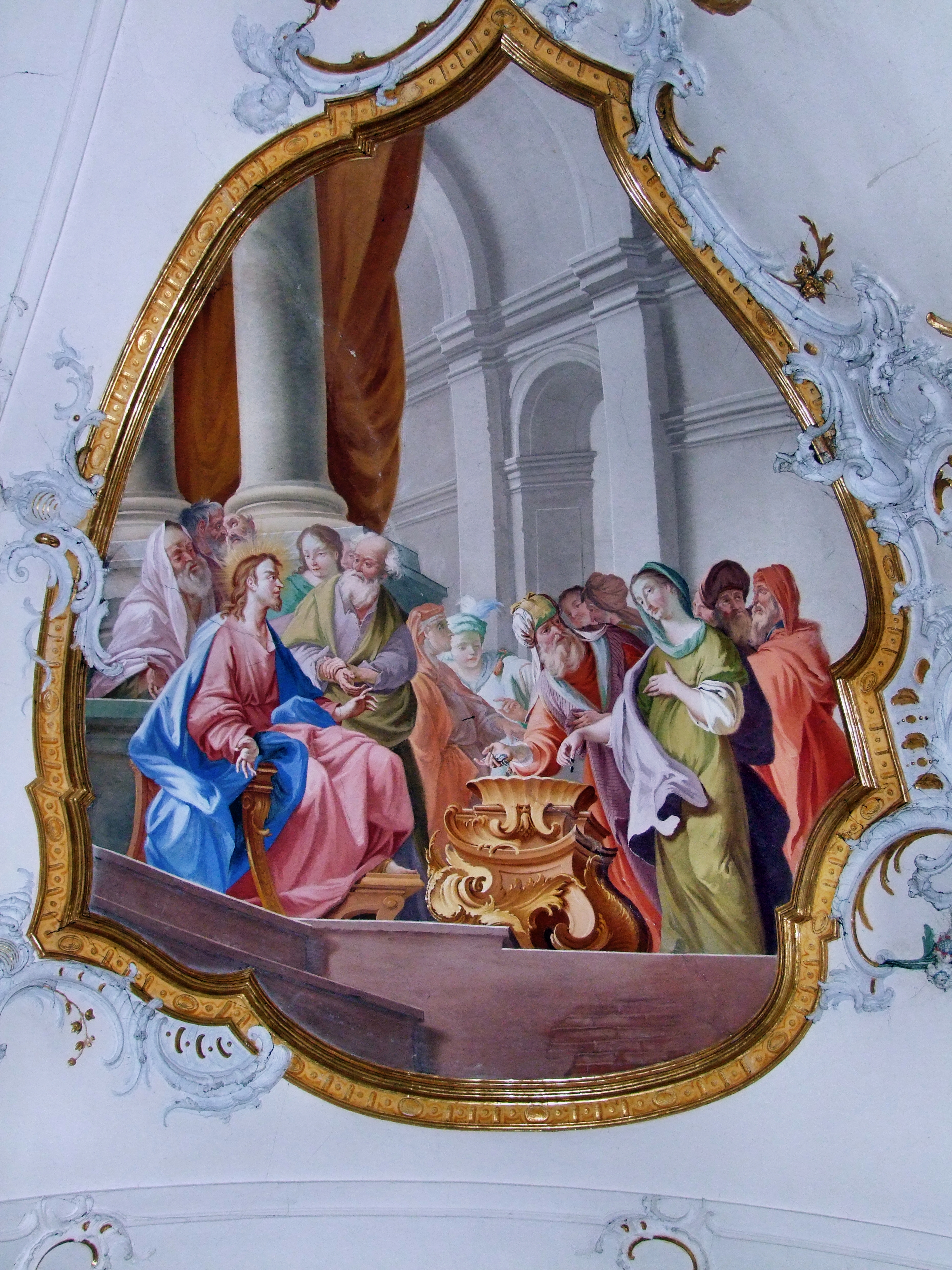
Afresco barroco em Ottobeuren.

A interpretação tradicional vê esse relato como um contraste entre a conduta dos escribas e a generosidade da viúva. 
O relato da oferta da viúva é frequentemente usado por algumas igrejas para encorajar os fiéis a seguir seu exemplo e fazer grandes ofertas, apesar de uma situação precária. Vários teólogos criticaram essa interpretação.  Eles conectam essa história com a condenação de Jesus aos líderes religiosos devorando as casas das viúvas no versículo anterior (Evangelho segundo Lucas, capítulo 20). Assim, Jesus não teria querido dar o exemplo de um doador generoso, mas sim denunciar um caso de injustiça.